# 嘉瀬 (新潟市)
嘉瀬（かせ）は、新潟県新潟市江南区の町字。郵便番号は950-0323。

## 概要
1901年（明治34年）から現在までの大字。小阿賀野川と信濃川の合流付近に位置する。もとは江戸時代から1901年（明治34年）まであった嘉瀬村の区域の一部。

### 隣接する町字
北から東回り順に、以下の町字と隣接する。
- 丸潟
- 亀田早通
- 割野
- 酒屋町
- 花ノ牧
- 上和田
- 和田
- 嘉木
- 丸潟新田

※ 小阿賀野川を挟んで秋葉区市之瀬と隣接。

## 歴史
- 1901年（明治34年）11月1日 : 合併により両川村の大字となる。
- 1957年（昭和32年）5月3日 : 合併により新潟市の大字となる。
- 2007年（平成19年）4月1日 : 新潟市の政令指定都市移行により、江南区の大字となる。

## 世帯数と人口
2018年（平成30年）1月31日現在の世帯数と人口は以下の通りである。
| 大字 | 世帯数  | 人口  |
| ---- | ------- | ----- |
| 嘉瀬 | 196世帯 | 532人 |

## 小・中学校の学区
市立小・中学校に通う場合、学区は以下の通りとなる。
| 番地 | 小学校             | 中学校             |
| ---- | ------------------ | ------------------ |
| 全域 | 新潟市立両川小学校 | 新潟市立両川中学校 |

## 交通
- 新潟県道220号白根亀田線
- 新潟県道247号沢海酒屋線